# Zale minereana
Zale minereana är en fjärilsart som beskrevs av Embrik Strand 1917. Zale minereana ingår i släktet Zale och familjen nattflyn. Inga underarter finns listade i Catalogue of Life.